# 니우에 축구 협회
니우에 축구 협회(Niue Football Association)는 니우에의 축구 관리 기구이다. 이 협회는 현재 없어진 니우에 섬 축구 협회를 대체하여 2021년에 설립되었다. 현재 협회장은 데브 탈라기이다.

## 역사
2021년 3월, 10년 동안 활동하지 않은 니우에 섬 축구 협회는 여러 연맹 법령을 위반하여 오세아니아 축구 연맹의 준회원에서 제외되었다. 그러나 발표 당시 OFC 관계자는 새로운 협회의 결성을 미리 알고 있었으며 새로운 준회원 신청을 환영한다고 밝혔다.
2021년 여름, NFA는 NISA의 전 부회장인 데브 탈리기가 협회의 회장직을 맡은 섬에서 첫 번째 7인제 축구 시즌을 개최했다. 바이에아의 팀은 남자 및 여자 토너먼트의 처음 두 판에서 우승했다.
2022년 2월 협회는 현지 디자이너가 니우에 정부의 자금 지원을 받아 만든 새 로고를 공개했다.